# La diversidad de la ciencia
La diversidad de la ciencia. Una visión personal de la búsqueda de Dios es un libro de Carl Sagan editado y actualizado por su esposa, Ann Druyan, en el décimo aniversario de su fallecimiento. Es una recopilación de las lecturas realizadas por el doctor Sagan en las Conferencias Gifford sobre Teología Natural, a las que acudió como invitado en el año 1985. En ellas el autor expresa sus reflexiones sobre la relación entre ciencia y religión. Las lecturas fueron acompañadas de fotografías de objetos estelares que, actualizados por Steven Soter, aparecen en el libro.

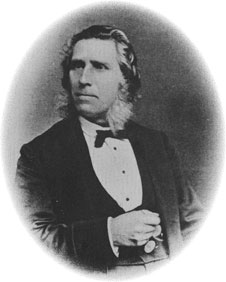
Lord Adam Gifford

Las Conferencias Gifford fueron establecidos por Adam Lord Gifford (1820-1887), senador de la Escuela Superior de Justicia de Escocia, con la intención de "promover y difundir el estudio de la Teología Natural en el sentido amplio del término. En otras palabras, el conocimiento de Dios".
El título del libro es una variación de otro libro, "Las variedades de la experiencia religiosa"  de William James, que pronunció las Conferencias Gifford a comienzos del siglo XX. Sagan admiraba la definición que James hizo sobre la religión como la "sensación de hallarse en casa en el universo". Esta definición fue citada en la conclusión del libro Un punto azul pálido. La editora lo explica de esta manera:

Mi variación sobre el título de James pretende transmitir que la ciencia es un camino que conduce a niveles de conciencia de otro modo inaccesibles; que, llevando la contraria a la tendencia propia de nuestra cultura, la única gratificación que la ciencia nos niega es el engaño. Espero que el título refleje también la amplitud de la búsqueda y la capacidad de percepción que distinguió la vida y la obra indivisibles de Carl Sagan. La amplitud de su experiencia científica quedaba patente en su fidelidad, humildad, solidaridad, asombro, amor, valentía, memoria, franqueza y compasión.
Carl Sagan, La diversidad de la ciencia. Una visión personal de la búsqueda de Dios. Introducción de la editora.

Tras los apartados de Agradecimientos, Introducción de la editora e Introducción del autor, el libro se compone de los siguientes capítulos:

## La diversidad de la ciencia. Una visión personal de la búsqueda de Dios

### 1. Naturaleza y maravilla: un reconocimiento del cielo
Carl Sagan expresa la sensación de sobrecogimiento al observar el cielo y lo relaciona con el sentimiento religioso. Relativiza la dimensión de la especie humana en el cosmos y se extraña ante la teología que se centra un mundo diminuto y remoto desdeñando la grandeza del universo.

Si existe un Dios Creador, ¿Preferirá Él, Ella o Ello (cualquiera que sea el pronombre apropiado) un tipo de bruto atontado que lo adore sin entender nada? ¿O más bien que sus devotos admiren el universo real en toda su complejidad? Yo diría que la ciencia, al menos en parte, es adoración informada.
Carl Sagan, La diversidad de la ciencia. Una visión personal de la búsqueda de Dios.